# لیکوسنگ‌چشم چهچهه‌زن
لیکوسنگ‌چشم چهچهه‌زن (نام علمی: Pteruthius aenobarbus) گونه‌ای از پرندگان خانواده سرودخوانان و بومی جزیره جاوه است. زیستگاه‌های طبیعی آن جنگل‌های جلگه‌ای نمناک نیمه‌گرمسیری یا گرمسیری و جنگل‌های کوهستانی نمناک نیمه‌گرمسیری یا گرمسیری است. در گذشته به عنوان زیرگونه نمادین لیکوسنگ‌چشم پیشانی‌بلوطی در نظر گرفته می‌شد.